# MrBayes
MrBayes es un programario informático especialmente diseñado para la inferencia bayesiana en filogenias que incluye todos los modelos de sustitución nucleotídica, aminoacidíca y codónica desarrollado para análisis de verosimilitud.
La inferencia bayesiana de filogenias se basa en la probabilidad a posteriori de la distribución de árboles, que es la probabilidad de un árbol condicionado por las observaciones. El condicionamiento se logra a través del teorema de Bayes, sin embargo, en general los cálculos asociados a este teorema no pueden ser evaluado analíticamente de manera sencilla. MrBayes utiliza una simulación, no sólo implementando el algoritmo estándar para análisis filogenético bayesiano de cadenas de Markov a través del método de Monte Carlo o MCMC (Markov chain Monte Carlo), si no también una variante más eficaz en la búsqueda de árboles filogenéticos, el algoritmo Metropoli-coupled Markov chain Monte Carlo.
Algunas propiedades de este programa son:
- MrBayes toma como entrada una matriz de caracteres en formato de archivo NEXUS.
- Presenta una interfaz en línea de comandos, pero también se puede utilizar enviando comandos en ficheros (o incluidos en el alineamiento mediante bloques específicos en formato NEXUS).
- Implementa varios modelos evolutivos: modelo 4x4 para sustituciones de DNA, modelos 20x20 para sustituciones de aminoácidos, modelos de sustituciones en codones o incluso modelos de variaciones de tasas mediante distribución gamma.
- Facilidad para trabar con distintos tipos de datos: nucleótidos, aminoácidos, caracteres morfológicos.
- El usuario puede fijar propiedades de los parámetros a analizar y modificar algunas asunciones que presentan los modelos de sustitución.
- Este programa puede inferir estados ancestrales mientras que acomoda la incertidumbre acerca de los parámetros de los árboles filogenéticos y del modelo evolutivo.